# Jean Tiberi
Jean Tiberi (ur. 30 stycznia 1935 w Paryżu, zm. 27 maja 2025) – francuski polityk, były mer Paryża, wieloletni deputowany.

## Życiorys
Z wykształcenia prawnik. W 1968 po raz pierwszy uzyskał mandat posła do Zgromadzenia Narodowego jako zastępca René Capitanta, mianowanego w skład rządu. Od tego czasu skutecznie ubiegał się o reelekcję w każdych kolejnych wyborach parlamentarnych do 2007 włącznie. W okresie od stycznia do sierpnia 1976 pełnił funkcję sekretarza stanu ds. przemysłu spożywczego.
Od 1983 do 1995 przez dwie kadencje zajmował stanowisko mera paryskiej 5. dzielnicy i jednocześnie zastępcy burmistrza Paryża. Po objęciu przez Jacques'a Chiraca urzędu prezydenta, Jeana Tiberiego w 1995 wybrano merem francuskiej stolicy. Został objęty śledztwem w związku z podejrzeniami o nieprawidłowości finansowe w paryskim magistracie, jednak postępowanie to zostało umorzone. Urząd mera sprawował do 2001. Od czasu zakończeniu kadencji do 2014 ponownie stał na czele egzekutywy w 5. dzielnicy.
Przez lata należał do gaullistowskiego Zgromadzenia na rzecz Republiki. Od 2002 został członkiem, powstałej m.in. na bazie RPR Unii na rzecz Ruchu Ludowego. W tym samym roku i w 2007 z listy UMP był wybierany w skład parlamentu na kolejne kadencje. W 2012 nie ubiegał się o poselską reelekcję.

## Odznaczenia
- Krzyż Komandorski Orderu Gwiazdy Rumunii (Rumunia, 1999)[4]